# Kimchaek
Kimch'aek är en stad i Norra Hamgyong i Nordkorea, och är belägen vid kusten mot Japanska havet. Befolkningen uppgick till 207 299 invånare vid folkräkningen 2008, varav 155 284 invånare bodde i själva centralorten. Staden hette förr Songjin men fick sitt nuvarande namn under Koreakriget, då staden uppkallades efter Kim Chaek som var general under kriget. I staden finns ett järnverk.